# Louis Jacquinot
Pour les articles homonymes, voir Jacquinot.
Louis Jacquinot, né le 16 septembre 1898 à Gondrecourt-le-Château (Meuse) et mort le 14 juin 1993 à Paris, est un homme politique français.

## Biographie

### Avant la guerre de 1939

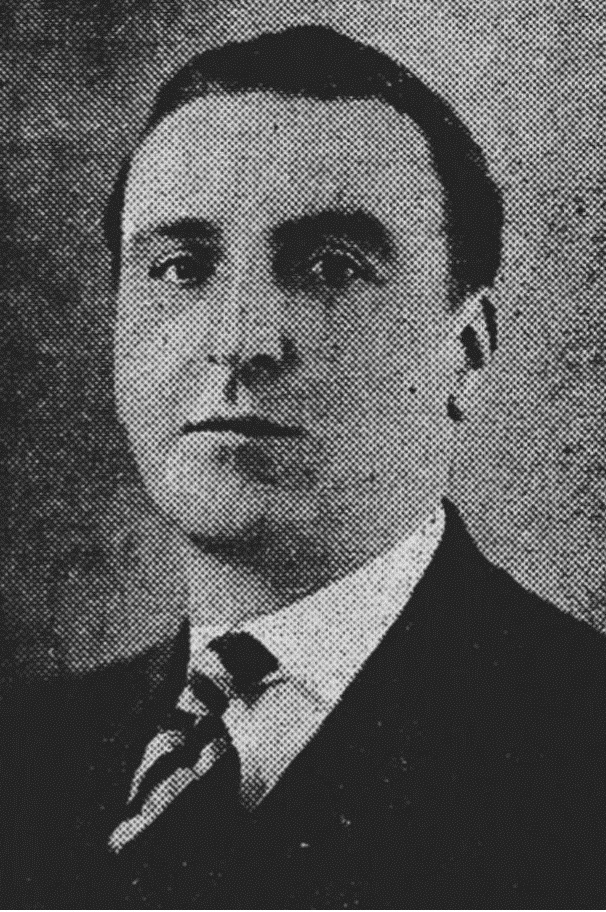
Jacquinot, député de la Meuse (1936).

Louis Jacquinot passe son enfance à Gondrecourt-le-Château. Il fait des études de droit à Paris. Il décide en 1916, d'arrêter ses études et de s'engager. Il reçoit la croix de guerre et se porte volontaire en février 1919 pour servir en Pologne et en Ukraine. Après sa libération en 1920, il termine sa licence en droit et est avocat à la Cour d'appel de Paris.
Il est le secrétaire général de la section universitaire des jeunesses républicaines nationales, le groupement de jeunesse de la Ligue républicaine nationale, aux côtés d'Édouard Frédéric-Dupont, son président, et d'un autre jeune ambitieux, Edgar Faure. Il lance en avril 1927 avec Frédéric-Dupont le mensuel Journal des Lorrains de Paris.
En 1930, il est chef du cabinet d'André Maginot, ministre de la Guerre.
Aux élections législatives de 1932, il est élu député de la Meuse (circonscription de Commercy), grâce notamment au soutien d'André Maginot. Il commence ainsi à 34 ans une longue et brillante carrière parlementaire. Inscrit successivement aux groupes du Centre républicain puis de l'Alliance des républicains de gauche et des radicaux indépendants, il se fait remarquer par ses idées modérées, un important travail parlementaire et des interventions sur la politique de défense et les affaires étrangères.
En Meuse, il est proche en 1934 à la fois des groupements locaux des Jeunesses patriotes et des Croix-de-feu avant de s'en éloigner en 1935-1936.
Il refuse le virage néo-pacifiste du dirigeant de l'Alliance démocratique, Pierre-Étienne Flandin, face à la menace de l'Allemagne hitlérienne. Ce qui le conduit à démissionner de ce parti en octobre 1938, à l'instar d'autres parlementaires, au lendemain des Accords de Munich applaudis par Flandin.

### Pendant la Seconde Guerre mondiale

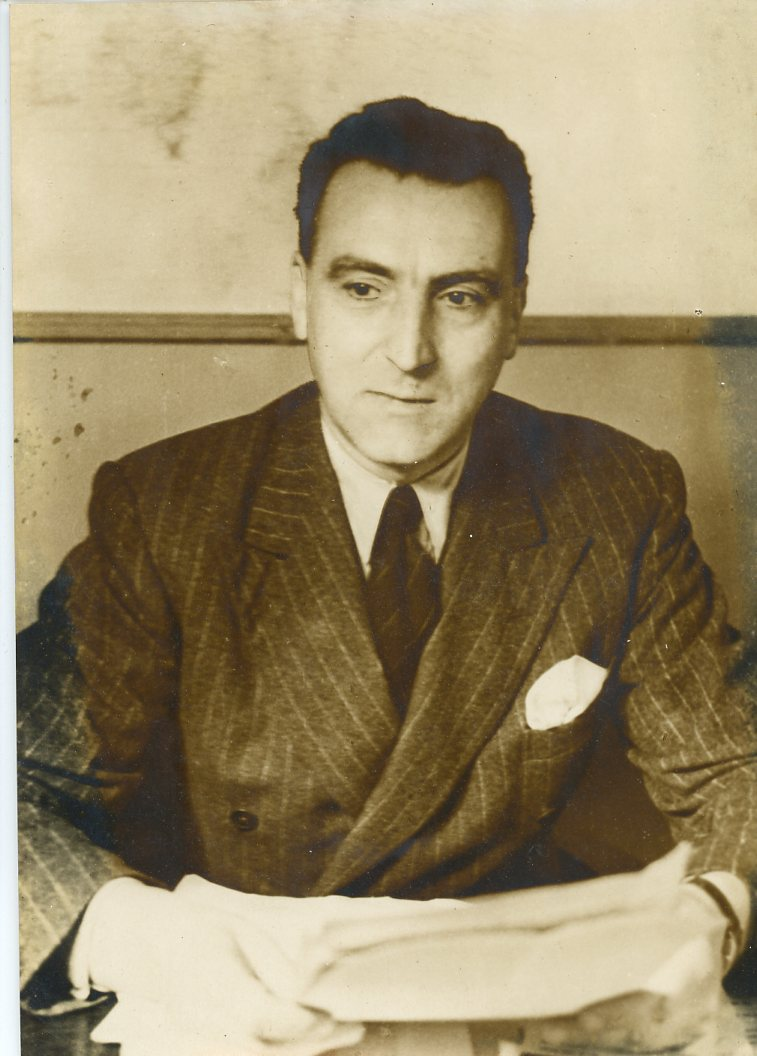
Louis Jacquinot dans les années 1940.

Le 21 mars 1940, Louis Jacquinot entre comme sous-secrétaire d'État à l’Intérieur dans le gouvernement de Paul Reynaud. Il a 41 ans et commence ainsi une longue carrière ministérielle. Il sort du gouvernement le 10 mai, jour de l'attaque de l'Allemagne contre la Belgique, en même temps que d'autres secrétaires d'État et part au combat. Il est gravement blessé le 11 juin 1940, ce qui lui vaudra une seconde croix de guerre. Il a déjà pris parti contre l'armistice et la politique du maréchal Pétain mais, immobilisé pour plusieurs mois, ne peut prendre part au vote des pleins pouvoirs à Philippe Pétain le 10 juillet 1940.
Rendu à la vie civile, il entre dans le réseau de renseignement Alliance (sous le pseudonyme de « Serval »), tout d'abord en étant l'avocat du commandant Georges Loustaunau-Lacau (fondateur du réseau), au procès de celui-ci à Clermont-Ferrand en octobre 1941 (Loustaunau-Lacau a été arrêté pour avoir tenté, avec le commandant Faye et le capitaine Beaufre, de soulever l'armée d'Afrique). Il aide ensuite au recrutement d'une partie du réseau Copernic, via son client J. Broadhurst. Il est arrêté à Marseille en novembre 1942 dans la souricière montée par la police française ; vu son poids politique, il est relâché immédiatement. Il décide alors de quitter le réseau pour rejoindre de Gaulle ; il tente une première fois de rejoindre Londres par les Pyrénées mais est intercepté et emprisonné à Prades. Une seconde tentative réussit en janvier 1943. Après avoir été interné au camp de Miranda, il peut rejoindre Londres. Cette précieuse adhésion vaut à Louis Jacquinot d'être un des vingt parlementaires appelés à siéger à l'Assemblée consultative provisoire d'Alger. En novembre 1943, il est un des six parlementaires, avec André Le Troquer, Pierre Mendès France, André Philip, Jean Pierre-Bloch et Henri Queuille, à entrer dans le Comité français de libération nationale d'Alger, comme commissaire à la Marine.
En septembre 1944, il est ministre de la Marine dans le Gouvernement provisoire de la République française (gouvernement Charles de Gaulle) à Paris. Il reste ministre de la Marine jusqu'en novembre 1945 et va faire un travail considérable en prenant en charge la reconstruction et la modernisation de la marine de guerre, tout en veillant attentivement à l'épuration du corps des officiers. Il prend rapidement conscience des enjeux scientifiques et techniques de la reconstruction de la Marine nationale et propose au général de Gaulle, sans cependant être suivi, de confier aux arsenaux maritimes la recherche et le développement de l'énergie atomique.
En novembre 1945, il devient ministre d'État chargé des Affaires musulmanes. Il apprend à Rabat le 20 janvier 1946 la démission de de Gaulle de la présidence du Gouvernement provisoire.

### Sous laIVeRépublique
À son retour en France en août 1944, il retrouve son siège de député (Parti républicain de la liberté) aux élections du 21 octobre 1945, par 30 702 voix sur 91 064 suffrages exprimés, et est réélu le 2 juin 1946 (Républicains indépendants) avec 25 936 voix sur 91 784. Le 10 novembre 1945, à l'élection de la première Assemblée nationale de la IVe République, il est réélu, améliorant sa position, avec 35 985 voix sur 87 534 suffrages exprimés, bien qu'il se soit opposé, resté fidèle à de Gaulle, aux deux projets constitutionnels de 1945 et 1946.

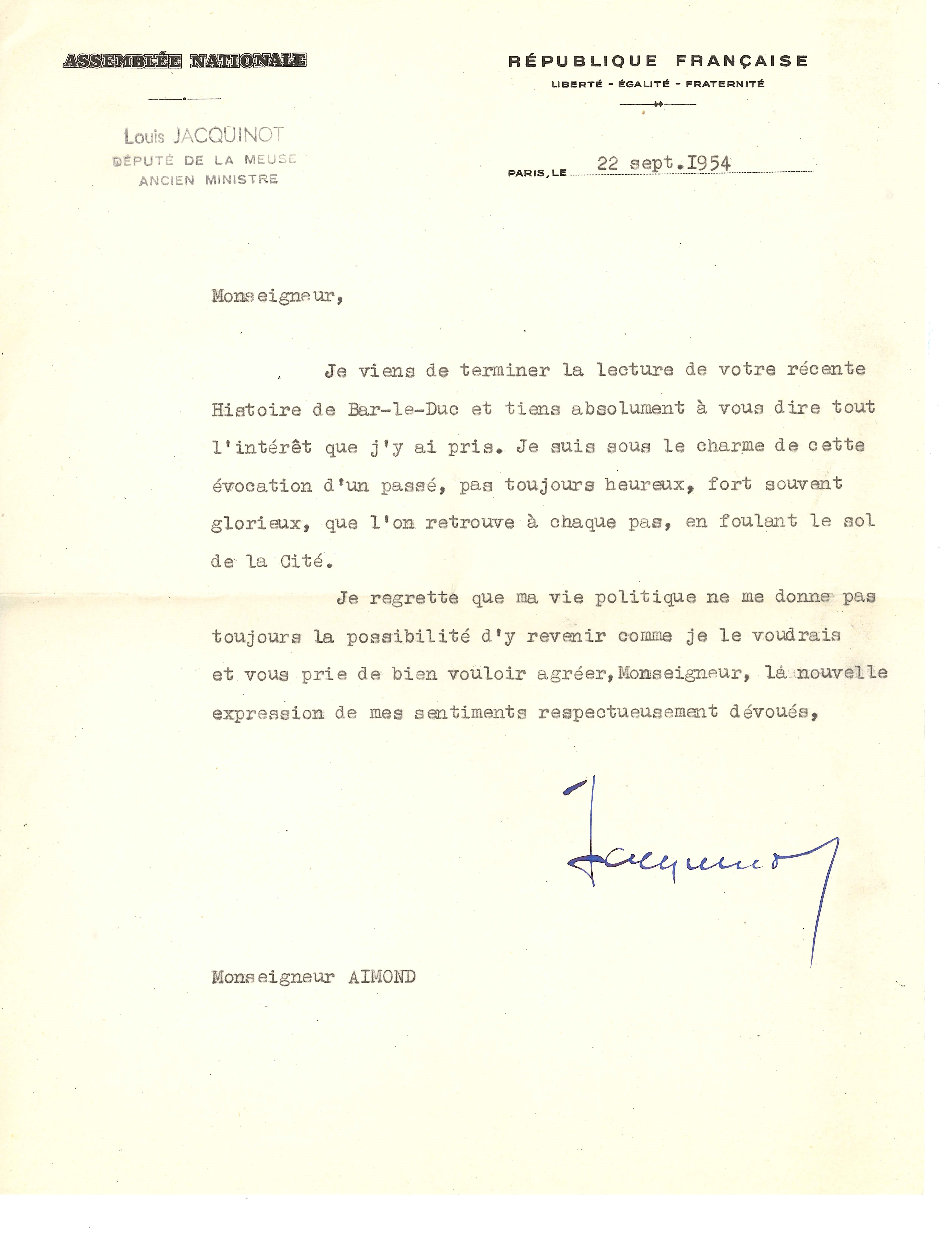
Lettre signée de Louis Jacquinot (1898–1993), député de la Meuse et ministre français.

Son attitude modérée est bien reçue. Elle lui vaut le 22 janvier 1947, un an après le départ du général de Gaulle, d'être appelé comme ministre de la Marine dans le gouvernement Ramadier, jusqu'au 22 octobre. Deux ans plus tard, il est ministre des Anciens combattants dans le gouvernement Bidault et le reste dans les gouvernements Queuille, Pléven et de nouveau Queuille.

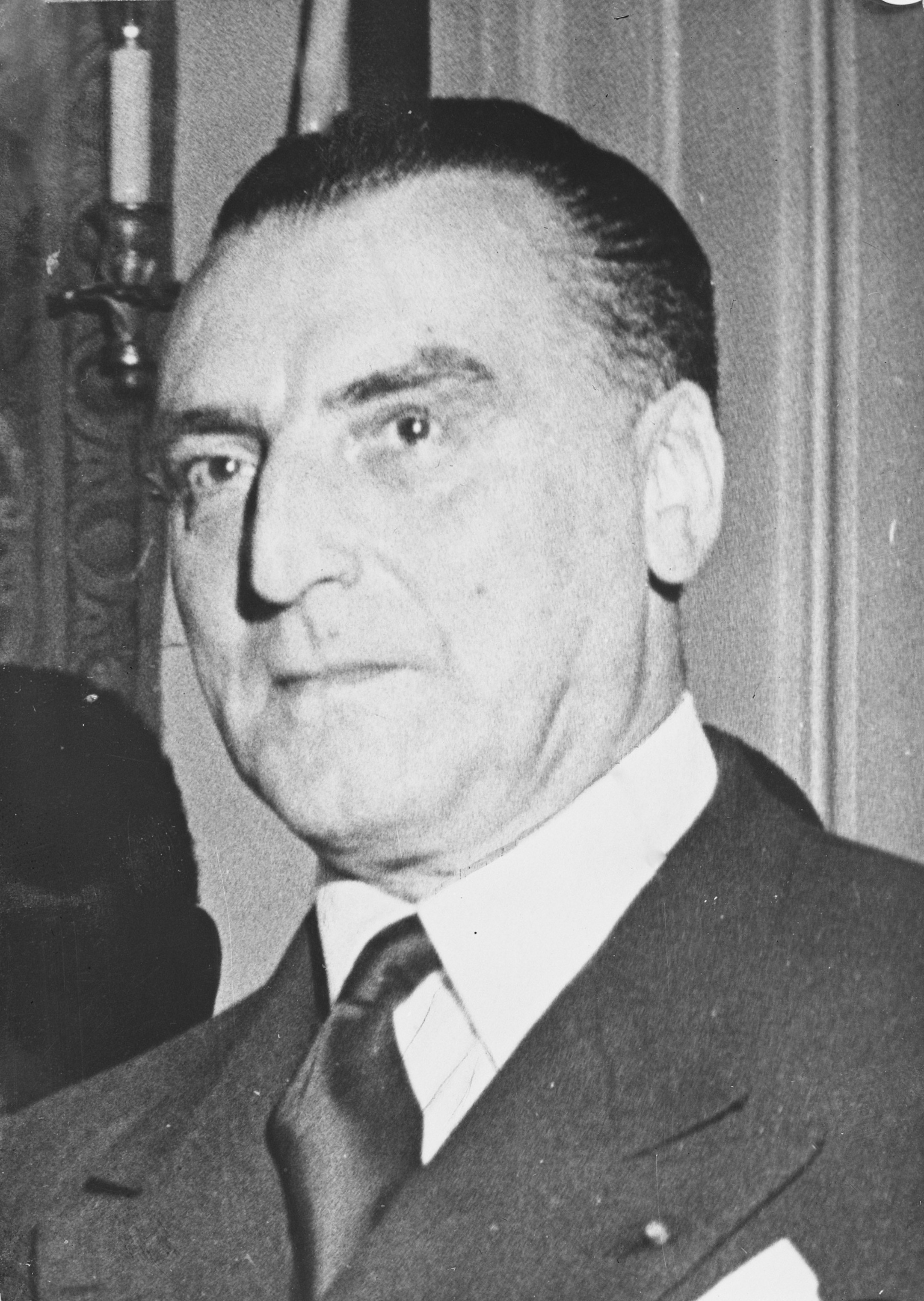
Louis Jacquinot en 1953.

Son activité parlementaire, entre ses postes ministériels, est importante, principalement aux commissions de la Défense et des Territoires d'Outre-mer. Il est nommé en 1948 juré de la Haute cour de justice. Il obtient des crédits importants pour la Marine nationale et ses équipements portuaires et logistiques. Il réclame des porte-avions et une nouvelle flotte aéronavale. La marine reconstituée doit pouvoir rester indépendante, pour assurer la sécurité de la France et celle des territoires de l'Union française. Louis Jacquinot défend la proposition de mettre à la disposition de l'ONU une force navale technique. Il argumente pour la poursuite du développement de la flotte contre les positions adverses de Robert Capdeville et Pierre Cot et gagne en obtenant la construction d'un porte-avion, le Clemenceau. Il se réjouit que l'administration de la marine soit désormais confiée à des hauts fonctionnaires issus de l'ENA, de telle sorte que les officiers puissent se consacrer entièrement à leurs tâches militaires. Les crédits maritimes de développement doivent être maintenus et accrus « pour nous donner les instruments de notre puissance ».
Au ministère des Anciens combattants, Louis Jacquinot s'active à l'indemnisation des victimes de guerre, à l'augmentation des pensions et au rétablissement des anciens combattants dans la position qu'ils occupaient entre les deux guerres.
Il représenta le gouvernement aux obsèques de l'ancien président de la République, Albert Lebrun, en 1950.
Aux élections de juin 1951, Louis Jacquinot se voit opposer dans la Meuse une liste RPF, conduite par le général Auguste Gilliot. Il garde cependant le dessus et obtient deux sièges. En août, il redevient ministre, chargé de la France d'Outre-mer, succédant à François Mitterrand. Il conserve ce portefeuille dans les gouvernements Edgar Faure, René Mayer et Joseph Laniel, mais non dans le gouvernement Pinay.
Bien que réputé homosexuel,,,, il épouse en mars 1953 Simone Lazard (1899-1991), fille du banquier André Lazard, associé de la banque Lazard, veuve à la fois du marquis Paul de La Fressange (et grand-mère d'Inès de La Fressange) et du ministre des Finances Maurice Petsche. 
À l'élection présidentielle de 1953, il se présente au onzième tour, après le retrait de Joseph Laniel qui se désiste en sa faveur. Se heurtant à l'hostilité du MRP et d'Antoine Pinay, il n'atteint pas un nombre de voix satisfaisant et se retire aussitôt, soutenant un sénateur non candidat, René Coty, qui frôle la majorité au tour suivant et l'obtient au 13e. Selon Gérard Longuet, « le non-conformisme de sa vie personnelle [allusion à son homosexualité], au regard de ce qui était alors la norme sociale, lui coûta sans doute l’élection, pour une part au moins ».
Au ministère de la France d'Outre-mer, Louis Jacquinot prend des décisions et soutient des projets qui vont dans le sens d'une libéralisation modérée et progressive des colonies et préparent le terrain à la loi-cadre Defferre de 1956 et à la politique du général de Gaulle à partir de 1958. En octobre 1955, le député Jacquinot sanctionne d'ailleurs le second gouvernement Faure à qui il reproche sa politique en Afrique du Nord.

### Une nouvelle carrière ministérielle avec de Gaulle
Au retour du général de Gaulle, Louis Jacquinot est appelé au gouvernement, dans lequel il est le seul des anciens ministres de 1944. Ministre d'État (gouvernement Charles de Gaulle (3)), il participe à la rédaction du projet constitutionnel, effectue des missions diplomatiques, accompagne le général lors de son premier voyage à Alger le 4 juin 1958. Il est ensuite ministre d'État chargé de la Recherche scientifique, puis du Sahara et des départements et territoires d'Outre-mer (gouvernement Michel Debré). Il représente la France lors des différentes cérémonies marquant l'accession à l'indépendance du Togo (27 avril 1960), l'indépendance du Dahomey (futur Bénin), du Niger, de la Haute-Volta (futur Burkina Faso) et de la Côte d'Ivoire les 1er, 3, 5 et 7 août 1960.
Il conserve ce dernier poste dans les premier et second gouvernements Pompidou jusqu'au 8 janvier 1966. Il a alors 67 ans.

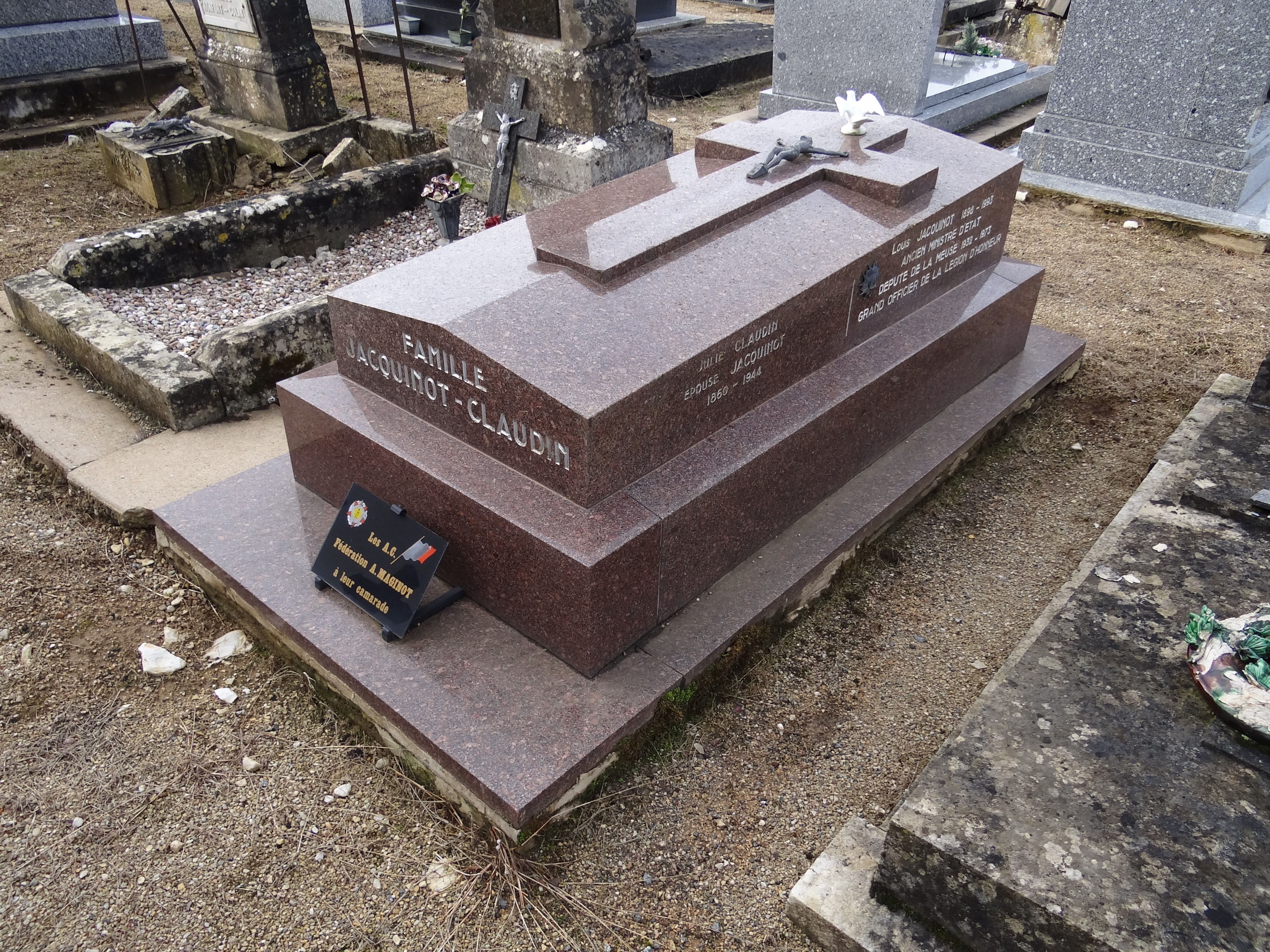
La tombe de Louis Jacquinot au cimetière de Gondrecourt-le-Château (Meuse).

Modéré, il appartient aux indépendants pendant la IVe République. Il fait partie des Républicains indépendants (1962) de Valéry Giscard d'Estaing puis de l’Union pour la nouvelle République (1968) qui appuie la politique du général de Gaulle. Il reste député de la Meuse jusqu'au 1er avril 1973. Il a alors 74 ans. Il décède le 14 juin 1993 dans le 10e arrondissement de Paris.

## Fonctions gouvernementales
- Sous-secrétaire d'État à l'Intérieur du gouvernement Paul Reynaud, du 21 mars 1940 au 10 mai 1940
- Commissaire à la Marine du Comité français de libération nationale, du 9 novembre 1943 au 26 août 1944
- Ministre de la Marine du Gouvernement provisoire de la République française, du 26 août au 10 septembre 1944
- Ministre de la Marine du premier gouvernement de Gaulle, du 10 septembre 1944 au 21 novembre 1945
- Ministre d'État chargé des affaires musulmanes du gouvernement Charles de Gaulle (2), du 21 novembre 1945 au 26 janvier 1946
- Ministre de la Marine du premier gouvernement Ramadier, du 22 janvier au 22 octobre 1947
- Ministre des Anciens Combattants et des Victimes de guerre du second gouvernement Bidault, du 29 octobre 1949 au 2 juillet 1950
- Ministre des Anciens Combattants et des Victimes de guerre du second gouvernement Queuille, du 2 au 12 juillet 1950
- Ministre des Anciens Combattants et des Victimes de guerre du premier gouvernement Pleven, du 12 juillet 1950 au 10 mars 1951
- Ministre des Anciens Combattants et des Victimes de guerre du troisième gouvernement Queuille, du 10 mars au 11 août 1951
- Ministre de la France d'Outre-mer du second gouvernement Pleven, du 11 août 1951 au 20 janvier 1952
- Ministre de la France d'Outre-mer du premier gouvernement Faure, du 20 janvier au 8 mars 1952
- Ministre de la France d'Outre-mer du gouvernement René Mayer, du 8 janvier au 28 juin 1953
- Ministre de la France d'Outre-mer des gouvernements Joseph Laniel I et II, du 28 juin 1953 au 19 juin 1954
- Ministre d'État du troisième gouvernement de Gaulle, du 1er juin 1958 au 8 janvier 1959
- Ministre d'État du gouvernement Michel Debré, du 8 janvier 1959 au 24 août 1961
- Ministre d'État, chargé du Sahara, des TOM et DOM du gouvernement Michel Debré, du 24 août 1961 au 14 avril 1962
- Ministre d'État, chargé des DOM et TOM du premier gouvernement Pompidou, du 14 avril au 28 novembre 1962
- Ministre d'État, chargé des Départements et Territoires d'Outre mer du second gouvernement Pompidou, du 6 décembre 1962 au 8 janvier 1966

## Décorations[20]
- Chevalier de la Légion d'honneur
- Croix de guerre 1914–1918
- Croix de guerre 1939–1945
- Commandeur de l'ordre du Mérite saharien, de droit en tant que ministre du Sahara[21]